# Kill Me Again
Pour plus de détails, voir Fiche technique et Distribution.
Kill Me Again ou Tue-moi encore au Québec est un film américain réalisé par John Dahl et sorti en 1989. Il s'agit de son premier long métrage.

## Synopsis
Détective privé à Reno, Jack Andrews est en pleine déprime et a accumulé 10 000 $ de dettes de jeu et est menacé par ses usuriers. Il est contacté par Fay Forrester. Cette jeune femme vient de voler, avec son petit-ami Vince, une mallette appartenant à deux mafieux de Las Vegas et contenant 850 000 $. Vince a tué l'un des mafieux durant le vol. Après cela, une dispute éclate car Vince refuse la laisser partir Fay avec sa part du butin. Elle l'a assommé et laissé pour mort dans une station service et a fui avec l'argent. Se faisant passer pour une femme battue fuyant son mari violent, Fay lui propose alors dix mille dollars pour simuler sa mort afin qu'elle puisse commencer une nouvelle vie.
Même s'il doute de la véracité de l'histoire, Jack décide d'accepter de l’aider. Il demande de l'aide à son ami Alan Swayzie. Ils élaborent ainsi un plan pour faire croire à la mort de Fay. Jack lui dégote des faux papiers au nom de Vera Billings. Fay va jouer au casino et fait exprès de se faire remarquer. Jack et elle vont ensuite à l'hôtel où Fay a tout fait pour que le réceptionniste se souvienne d'elle. Jack met en place la supercherie dans la chambre d'hôtel avec du sang du même groupe sanguin que Fay. Il sort ensuite le "corps" et le met dans son coffre. Jack accompagne ensuite Fay dans un autre hôtel avant d'aller se débarrasser du véhicule dans un lac à quelques heures de route. Regardant la voiture couler, il revoit l'accident qui à couté la vie à sa femme Kathy, deux ans plus tôt, dans un accident de voiture où Jack conduisait. Alan fait alors irruption et ramène Jack à Reno. Il se rend à l'hôtel et s'aperçoit que Fay a disparu, sans lui payer son du. Jack apprend qu'elle aurait pris un vol pour Las Vegas.
Le lendemain matin, Jack est arrêté par la police qui l'interroge pour savoir où est Fay. L'un d'eux le provoque même sur la mort de sa femme. Jack est cependant relâché car le réceptionniste de l'hôtel ne l'a pas reconnu. Vince tombe sur un article évoquant les noms de Jack et Fay. De son côté, Jack demande à Alan de retrouver Fay et reçoit à nouveau la visite de ses usuriers à qu'il remet une partie de la somme due. Il est ensuite attaqué à son bureau par Vince. Ce dernier parvient à l'arrêter mais ignore que les mafieux sont également sur ses traces grâce aux billets volés par Fay et Vince. Jack parvient ensuite à retrouver Fay dans un hôtel-casino. Alors qu'elle flambe aux jeux, elle se fait repérer avec ses billets par un mafieux. Jack vient ensuite interrompre Fay et ils vont dans sa chambre. Jack lui apprend qu'il a reçu la visite de Vince. Un homme armé entre alors dans la chambre, accompagné du survivant du braquage par Vince et Fay. Fay abat froidement les deux hommes. Ils fuient ensuite l'hôtel. Dans la voiture, Fay révèle toute l'histoire à Jack. Ils quittent ensuite la ville et s'arrêtent dans un motel perdu à Overton. Fay et Jack font l'amour. Le lendemain matin, Jack suggère à Fay d'aller dans le Maine, où il a un temps vécu autrefois, pour s'installer ensemble. Ils entendent à la radio qu'ils sont recherchés pour meurtres des hommes de main de M. Marano, puissant mafieux local.
Alors que Fay et Jack préparent un autre moyen de faire croire à leur mort sur le lac Mead, Vince torture Alan qui lui révèle que Fay est toujours en vie et où ils sont. Vince lui tranche ensuite la gorge. De son côté, Jack convainc Fay de rester au motel pendant qu'il va cacher l'argent à la frontière de l'Arizona. De retour au motel, il trouve Fay ligotée et Vince qui lui demande où est l'argent. Vince ligote Jack et se jette sur Fay. Cette dernière finit par l'abattre d'une balle. Ils fuient le motel pour aller déterrer l'argent mais Fay a oublié la carte. Jack parvient cependant à retrouver l'emplacement. Alors qu'il commence à creuser, Vince les rejoint à la grande surprise de Fay. Celle-ci lui tire plusieurs fois dessus et il tombe dans le lac. Vince et Fay s'échappent au volent de la voiture de Jack. Ce dernier est secouru par deux Indiens de la réserve voisine. Sur la route, Fay et Vince découvrent que le sac est vide. En tenant d'échapper à la police, leur véhicule percute une citerne et explose violemment. De son côté, Jack quitte les lieux à l'arrière du pick-up des Indiens, avec le sac rempli d'argent, et entre en Arizona.

## Fiche technique
Sauf indication contraire, les informations mentionnées dans cette section peuvent être confirmées par la base de données cinématographiques IMDb,  présente dans la section « Liens externes ».
- Titre original et français : Kill Me Again
- Titre québécois : Tue-moi encore
- Réalisation : John Dahl
- Scénario : John Dahl et David W. Warfield
- Musique : William Olvis
- Photographie : Jacques Steyn
- Montage : Eric L. Beason, Frank E. Jimenez et Jonathan P. Shaw
- Production : Steve Golin, Sigurjón Sighvatsson et David W. Warfield
- Sociétés de production : Incorporated Television Company, PolyGram Movies et Propaganda Films
- Sociétés de distribution : Metro-Goldwyn-Mayer (États-Unis), MK2 Diffusion (France)
- Pays de production :  États-Unis
- Budget : 4 millions de dollars[1]
- Langue originale : anglais
- Format : couleur - Ultra Stereo - 35 mm - 1.85:1
- Genre : thriller, néo-noir
- Durée : 94 minutes
- Dates de sortie[2] :
  - États-Unis : 27 octobre 1989
  - France : mars 1990 (festival de Cognac)
  - France : 27 juin 1990
- Classification[3] :
  - États-Unis : R
  - France : interdit aux moins de 12 ans

## Distribution
- Val Kilmer (VF : Julien Kramer) : Jack Andrews
- Joanne Whalley (VF : Martine Irzenski) : Fay Forrester
- Michael Madsen (VF : Michel Vigné) : Vince Miller
- Jon Gries (VF : Patrice Baudrier) : Alan Swayzie
- Robert Schuch (VF : Richard Darbois) : le collecteur n°1
- Duane Tucker (VF : Marc Alfos) : le collecteur n°2
- Pat Mulligan (VF : Patrick Floersheim) : Sammy
- Michael Sharrett (en) (VF : Fabrice Josso) : Tim, l'employé du motel
- Joseph Carberry (VF : Jean-Luc Kayser) : Jonesy
- Bibi Besch : Terri
- Lee Wilkof (VF : Michel Vocoret) : Big Jim
- Michael Greene (en) : le lieutenant Hendrix
- Nick Dimitri (en) (VF : Michel Vocoret) : Marty
- Dan Sturdivant (VF : Pierre-François Pistorio) : le vendeur de billets d'avion
- James Henriksen (VF : Lionel Henry) : l'inspecteur

 Source et légende : version française (VF) sur RS Doublage

## Production

### Genèse et développement
Alors qu'il travaille sur les storyboards de films comme RoboCop (1987) et Dangereuse sous tous rapports (1986), John Dahl  commence à écrire des scripts spéculatifs avec son partenaire David W. Warfield. Lorsque ce dernier lui a posé la question de savoir comment amener quelqu'un à prononcer la phrase « Kill Me Again » (« Tue-moi encore »), les deux hommes décident d'en faire de leur prochain projet : un film néo-noir inspiré des pulp et de films comme Mort à l'arrivée (1950) de Rudolph Maté.
Dahl et Warfield concluent un pacte selon lequel ils accepteraient les offres de vente du scénario pour 300 000 $ ou plus, sinon ils le réaliseraient eux-mêmes, avec Warfield à la production et Dahl comme réalisateur. N'ayant pas réussi à obtenir des offres supérieures à 250 000 $, les deux hommes développent eux-mêmes le film. Grâce à la société de production de Steve Golin et Sigurjón Sighvatsson, ils concluent un accord avec PolyGram pour produire "Kill Me Again", sous la direction de Dahl. MGM a accepté de cofinancer la production si elle parvenait à faire jouer Val Kilmer.

### Attribution des rôles
Sorti du succès de Willow (1988), Val Kilmer est alors en pleine ascension et reçoit un important salaire. John Dahl déclarera plus tard qu'il était difficile de travailler avec l'acteur. Pour le rôle féminin principal, les producteurs pensent à Joanne Whalley, sans savoir que celle-ci est à l'époque l'épouse de Val Kilmer.

### Tournage
Le tournage a lieu dans le Nevada (Las Vegas, Reno, Winnemucca, lac Mead, Valley of Fire, Overton, Boulder City) ainsi qu'à Los Angeles.

## Sortie et accueil
La Metro-Goldwyn-Mayer est satisfaite du film mais peu d'argent ou d'efforts sont consacrés à la promotion. Le film connait d'abord une sortie limitée dans les salles américaines, environ 200 salles. Quelques bonnes critiques suffisent finalement à persuader MGM de le projeter dans une salle de Los Angeles, ce qui vaut au film une critique positive dans le Los Angeles Times et une diffusion prolongée à dans la « cité des Anges ». Cela n'a pas suffi à inciter MGM à promouvoir davantage le film.
Le film reçoit par ailleurs un accueil mitigé. Variety lui a donné une critique plutôt positive dans laquelle on peut notamment lire : « L'histoire d'un détective déprimé et d'une femme fatale sordide est un petit divertissement tout à fait professionnel. » Time Out publie une critique majoritairement négative : « Dérivé d'un assortiment de classiques d'Hitchcock et du film noir, le scénario tortueux du thriller résolument sordide du scénariste-réalisateur Dahl a ses moments. [...] Situant son étude sur la trahison et la tromperie dans et autour des villes de jeu du désert du Nevada, le film crée sporadiquement une atmosphère vraiment miteuse, mais il y a trop de symboles, trop de détails et trop de scènes vaguement sensationnalistes. »
Côté box-office, le film ne récolte que 283 694 $ sur le sol américain pour un budget de 4 millions de dollars. En France, il n'attire 225 549 entrées

## Distinction
Ce film reçoit le grand prix du festival du film policier de Cognac en 1990.